# Авенида-де-Майо
Улица Авенида-де-Майо, расположенная в районе Монсеррат, стала первым бульваром в Буэнос-Айресе, Аргентина и основой исторического и общественного центра города. Эта улица роскошна и величественна и стала символом аргентино-испанских отношений и гордостью Буэнос-Айреса.
Улица начинается от улицы Боливар, проходит с востока на запад, параллельно ей расположены улицы Ипполито Иригойена и Ривадавиа. Авенида-де-Майо соединяет историческую площадь Мая с площадью Конгресса.
Строительство улицы началось в 1885 году, в 1894 году она была открыта.
Её строительство широко обсуждалось в прессе, многие были против сноса некоторых зданий не входивших в проект новой улицы. Реализация проекта новой улицы была вдохновлена бульварами Парижа, но испанские иммигранты высказывались за создание улицы с театрами и кафе, которая бы напоминала им Мадрид. Авениду-де-Майо часто сравнивают с Гран Виа.
Она стала играть большую роль в общественной жизни Буэнос-Айреса в начале XX века. Архитектура улицы связана со стилями модерн, неоклассика и эклектика. Это, пожалуй, лучший пример процветания столицы Аргентины в начале XX века, под ней было построено первое метро в Южном полушарии.
Улица связывает Национальный конгресс Аргентины с дворцом Каса Росада, который является резиденцией президент страны и любимым местом для проведения парадов, других мероприятий во время национальных праздников.
Законом № 437 от 1997 года Авенида-де-Майо была объявлена Национальным историческим памятником, что предполагает, неизменность фасадов зданий и невозможность размещения рекламы и навесов. Все изменения должны быть одобрены Национальной комиссией по охране памятников и исторических мест.

## История

### Утверждение проекта
Город Буэнос-Айрес в 1880 году стал столицей Аргентины и при тогдашнем президенте Хулио Рока, мэром был назначен Торкуато де Альвеар.
С этого момента город начинает развиваться, чему способствовала деятельность порта и увеличение торговли, инвестиции и иммигранты, которые приезжали в город. Политики и писатели, использовали иностранные инвестиции, стремясь преобразовать столицу в современный и продвинутый город. Подражая европейским архитектурным проектам, действующим на тот момент, что способствовало появлению в городе широких бульваров.
Альвеар стремясь развивать улицы центра города в феврале 1882 обратился к министру внутренних дел, Бернардо де Иригойену, с просьбой о выделении земли, путём сноса старых строений в районе площади Виктории (ныне Пласа де Майо) и Plaza Lorea, и между улицами Ривадавиа и Виктория (ныне Иполито Иригойена) в секторах, необходимых для открытия нового проспекта. 31 октября 1884 был принят Закон № 1583 разрешающий открытие проспекта шириной 30 метров. В принципе, его можно было бы назвать Вейнтисинко-де-Майо, но в конце концов его название стало звучать как Авенида-де-Майо, в честь майских событий 1810 года, месяца, в котором появилось первое национальное правительство Аргентины.
Проект имел несколько авторов: в 1846 году Доминго Фаустино Сармьенто, будущий президент Аргентины выразил своё восхищение бульварами которые были построены при префекте Парижа бароне Османе. На основе новой модели парижских улиц и презрения к колониальной архитектуре появилось несколько проектов улиц для города Буэнос-Айрес, состоящих из открытых диагональных проспектов и площадей. Один из них был представлен в 1872 году инженерами Карлосом Каррансой и Даниэлем Солером, и состоял из полосы шириной 50 м, которые присоединялась к уже существующей Пласа-де-Майо.
Муниципалитет считал, что имеет важное значение облегчение торговых перевозок между портом Буэнос-Айреса и железнодорожным вокзалом расположенным на Plaza Once de Septiembre, улучшить санитарно-гигиенические условия в городе, быстрого снабжения населения сосредоточенного в центральной части города, и украсить город по моделям Парижа и Лондона. Что касается этого последнего пункта примечательно, что в 1884 году, Альвеар временно приостановил создание бульвара после обвинений оппозиции, в растрате муниципальной казны.. Тем не менее, сторонники создания широких бульваров настаивали, что становится необходимым создание широких улиц, тем самым улучшая состояние здоровья населения города страдавшего от эпидемий, которые были действительно сильны в темных и узких улочках города.
Мигель Кане, став мэром, считал что нужно продолжить строительство проспекта, столица будет подражать европейским городам, а часть фасадов уже существовавших зданий проспекта он считал смешными. Для этого необходимо было установить правила хорошего вкуса в создании фасадов зданий, которые будут построены таким образом, чтобы быть удобными и хорошо освещенными внутри. Строительство проспекта проходило после удовлетворения нормативных положений, которые в дальнейшем обеспечат архитектурную однородность, как это было создано для парижских бульваров. Важность того что здания достигли единой высоты, было не только вопросом эстетики, но также целью, чтобы избежать ущерба владельцев, которые могли пострадать в результате. Максимальная высота зданий в 20 метров была затем увеличена до 24 метров. Другой вопрос, который обсуждался должен был решить, как следует продолжать строительство домов на Авенида Ривадавия, а также домов расположенных на Авенида де Майо и параллельной улице Виктория (ныне Авенида Пуэйрредон). Архитектор Хуан Антонио Buschiazzo который был автором проектов этих новых домов, понимал что существовал контраст между новыми домами которые были построены на одной стороне проспекта и домами на другой стороне, а также предотвратить дисгармонию, хотя эта часть проспекта не была параллельна улицам Ривадавия и Виктория, пришлось бы забыть про остальные здания для достижения совершенной гармонии между двумя улицами. Более того, газета La Nación также отметила преимущество зданий середины проспекта, потому что на это строительство пошли средства от сноса старых зданий.
Проект был отложен в течение многих лет, задержка была инициирована Национальным конгрессом: Сенат решал, следует ли утвердить кредит предлагаемый мэром для строительства. Палата депутатов обсудила проект, а Национальный Конгресс привлёк средства в муниципалитет.
Задержка вышла после начала экспроприации. Стоимость реализации была высока, потому что необходимо было платить большие суммы в качестве компенсации за снос и реконструкцию зданий. Были опасения, что муниципалитет не может позволить такие расходы. По муниципальному праву экспроприации, в дополнение к части земли, необходимой для строительства, было и остальное имущество, проданное на аукционе. Альвеар утверждал, что экспроприация многократно окупится, так как эти здания резко росли в цене, построенные по новым проектам и сдавались под магазины. Потерпевшие утверждали, их собственность была отнята неконституционно, кроме того земли было изъято больше, чем необходимо для строительства.
Был известный случай, что Элизабет Армстронг Элортондо, чье имущество на улице Перу было разделено на две части. В 1888 году Верховный суд вынес решение в данном случае, это не было уместно экспроприировать все имущество, а только то, что было необходимо для создания проспекта. Это вынудило муниципалитет для согласования интересов с владельцами, которые по данным газеты La Nación пытались взимать огромные суммы за экспроприированное имущество.

### Открытие
25 мая 1888 года начался снос старых общественных зданий, расположенных на Площади Мая: департамента полиции, трёхэ домов на северной стороне, пожарной станции и других. В это время, был временным мэром Гильермо Крануэлл, пока Франциско Сибер, мэр, назначенный президентом Сельманом, вернулся из Европы.
Сибер, который был впечатлен архитектурными идеями Барона Хаассманна в Париже, хотел вернувшись в Буэнос-Айрес начать изменение проспекта Авенида де Майо. В то же время, начинается строительство первых крупных коммерческих зданий.
Сибер мог бы вернуться в Европу без внедрения в жизнь своих идей и благодаря встрече с новым мэром Франсиско Боллини, который ожидал, когда Торквато де Альвеар, вернётся из поездки в Европу, в которой он побывал, чтобы оправиться от болезни. И 8 декабря 1890 года, началось активное строительство.
Боллини пришлось столкнуться с экономическим кризисом 1890 года и выступать в качестве администратора. Во время своего мэрства он утвердил строительство Palacio Municipal de la Ciudad de Buenos Aires (Дворца правительства города Буэнос-Айрес), на углу улицы Боливар и Авенида де Майо, осуществление которого было трудно и дорого за недостатка некоторых ресурсов и договоренностей со строительной компанией, требующей щедрого финансирования. Поскольку был взят кредит на 4 миллиона песо строительство продолжалось 10 с половиной лет, а в 1892 году было сделано ещё два займа для строительства.
Это было только во время мэрства его преемника, Федерико Пинедо (1855—1929), проспект был открыт 9 июля 1894 года, в официальной церемонии. За день до этого более 800 рабочих прошли с факельным шествием и в день открытия фейерверки освещали проспект. Стоимость строительства, наконец составила 14 миллионов песо, хотя из 115 снесённых домов, 85 были подарены государству их владельцами в обмен на освобождение от уплаты налогов.

### Характеристики
Проспект был с момента его открытия был 30 метров в ширину, состоящий из дорог длиной 6,5 метров в одну сторону и 17 метров полностью. Высота зданий была установлена от 20 до 24 метров в высоту, без мансарды. Сегодня можно легко увидеть, что это уже совсем не так. Копирование планировки Парижа, например погреба, где хранились чистящие средства; и с обеих сторон дома есть ещё на полтора метра ниже линии здания, трубы, несущие воду, газ и кабели. Они проходят параллельно фасадам, и занимают от 1,23 до 2,30 метров в длину в интерьере здания.
С 1893 по 1923 год проспект, подражал Лондону. Несмотря на то, что уже было известно, что платаны вызывают серьёзные аллергические реакции у людей, они были посажены по всей длине проспекта и по-прежнему являются преобладающими видами растений. Сибер считал их посадку наиболее целесообразной и не обращал внимание на проблемы со здоровьем. Для освещения проспекта использовались газовые фонари на бронзовых колоннах позже заменённые электрическим освещением, расположенные по центру проезжей части.
Строительство первых домов было начато в стиле академизм что было красноречивым свидетельством влияния французской архитектуры на проспект. Благодаря новым методам строительства с использованием железобетонных и стальных каркасов здания были выше и прочнее; они решительно изменили облик старого центра города.
В Париже строгая регулярность улиц после строительства в стиле Османа со стандартными симметричным расположением, вошла в моду в 1882 году, изменила правила строительства. Но на Авенида де Майо некоторые из этих заповедей были частично забыты под влиянием строительства под частные требования и архитекторов, которые проектировали здания с более гибкими правилами, превратили проспект в мозаику стилей, но сохраняя некоторые принципы, такие как непрерывность балконов, что позволило сохранить единый порядок при менее строгом его соблюдении.
Хотя эти стандарты были установлены для стандартизации характеристик зданий, различие проектов способствовало возникновению различных зданий. Примером того, как разнообразие конструкций не помешало последовательному осуществлению строительства в едином порядке до сих пор можно увидеть на северной стороне первого участка проспекта: Дворец правительства, построенный между 1891 и 1902 годов на основе проекта архитектора Хуана Антонио Бушиаззо, Итальянский стиль и офранцуженная мансарда, здание газеты La Prensa занимает пышное здание в стиле необарокко, сегодня это Каса-де-ла-Культура, и здание магазина Гафа и Чавес, чей купол относится к стилю академизм, но остальная часть фасада в другом стиле, с большим использованием стекла и украшениями, которые в основном уже исчезли.
В строительстве в период с конца девятнадцатого века и по начало двадцатого века присутствовал и стиль модерн, не разрушивший гармонию проспекта. Таким образом, различные фигуры, сирены, ангелы, цветы, из железа и каменной кладки; Они распространяются на балконы, фасады, двери, потолки и роскошные купола, как в Париже или Барселоне и Мадриде; смешано с элементами архитектуры эпохи Людовика XIII и Людовика XV и орнаментом итальянского влияния, включая некоторых архитекторов предпочитающих этот стиль.
Новый проспект, благодаря которому центр Буэнос-Айреса стал выглядеть как Париж, контрастирует с зданиями, выглядищими как Лондонский Сити, центр Мадрида, такие здания: Театр-де-Майо, отель Фраскати, Гранд Отель Испания -построенный в 1897-, Imperial, архитектор Аугусто Плу который был открыт в 1899 году, Mataldi, кафе «Тортони», кондитерская Gaulois, отель Лютеция (ныне Чили) и т. д. Многие из них спроектированы архитектором Алехандро Кристоферсеном.

### Транспорт
По просьбе владельцев домов на проспекте никогда не ходил трамвай, но под ним ходит метро. Действительно, в первом десятилетии двадцатого века дорожное движение в Буэносе-Айресе значительно увеличилось, и стало необходимо создать новые виды общественного транспорта. Конгресс в 1909 году дал концессию Западной железной дороги (FCO), построить метро позволяющее присоединиться к основному маршруту Западной железной дороги (в настоящее время Ferrocarril del Oeste) возле улицы Сади Карно (теперь Марио Браво). Но 28 декабря того же года муниципалитет города Буэнос-Айрес дал разрешение на строительство компании Tranvías Anglo Argentina (CTAA), контролировавшей 80 % системы трамвайного движения, на строительство метро. Проект включал станцию пересадки Пласа Мизерере, ниже Авенида де Майо, на которой была пересадка на железную дорогу.
После спора было решено, что Западная железная дорога построит линию проходящую по городу, но в одну сторону и на глубине, что позволило прохождение линии пассажирами CTAA, построенную на более высоком уровне. Это железнодорожная дорога в конечном итоге перестала быть использована. За период с 1997 по 2008 год снова была использована для прохождения пассажирских поездов. Таким образом, 15 сентября 1911 началось строительство линии метро Anglo Argentina, которая сейчас называется линия А(С 1939 года). Линия Площадь Мая — Пласа Мизерере была открыта 1 декабря 1913 г. Таким образом был построено первое метро в Латинской Америке и ставшее гордостью для местных жителей.

### Отели и торговые центры
Первые здания которые были построены на новом проспекте были в основном отели, которые ранее находились в районе Пуэрто-Мадеро. Некоторые из них были роскошными, предназначенные для привлечения иностранцев, прибывших в город. Отель Метрополь создал удобствами, которых не было даже в лучших европейских отелях. В мае 1910 года на углу Сантьяго дель Остеро был открыт отель Маджестик, который вначале являлся гостиницей для иностранных делегаций, прибывающих на празднование столетия Аргентины. Проект здания разработали архитекторы Коливадино и Бенедетти. Ещё один роскошный отель открытый в 1897 году Гран Отель Испания, рассчитанный на 315 посетителей.
Также среди отелей есть одно примечательное здание, это Отель Кастелар который был построен в 1928 году архитектором Марио Паланти в стиле академизм. Первоначальное название отеля было Эксельсиор (Excelsior), нынешнее название отеля было дано Франциско Пиккальюга, его первым владельцем, в честь Эмилио Кастелар и Риполли, президента Первой Испанской республики. Здание являлось местом встречи аргентинской интеллигенции и известных писателей, таких как: Алфонсины Сторни, Норы Ланге, Оливерио Хирондо, Луизы Вехил, Милагрос де ла Вега, Конрадо Нейл Роксло, Хорхе Луис Борхеса и Федерико Гарсиа Лорки, который жил здесь шесть месяцев в 1933—1934 годах в номере 704, а ныне здесь комната-музей, а также здесь останавливалась актриса Лола Мембривес выступавшая в театре Авенида. Кроме того в отеле останавливались другие любители искусства посещающие культурные мероприятия, главным образом, проходящие на Авенида-де-Майо.
Что касается бизнеса, самый роскошный и большой отель был «la Ciudad de Londres» (Город Лондон), который занимал юго-восточный угол улицы Перу, выходящий широким фасадом на проспект Авенида де Майо, но он сгорел 19 августа 1910. Также существовали отели Новая Англия, Састрериа Каса Муньос (Sastrería Casa Muñoz) под номером 1119, Мэйсон Перу и т. д. Одно из самых роскошных и впечатляющих зданий это Инмобилиария, построенное в 1910 году. Торговые центры и пассажи занимают 6 кварталов из 14, наиболее интересны Пассаж Роверано, Паласио Бароло и Пассаж Уркиза-Анхорена.

### Кафе
|  | Авенида де Майо с театрами и людьми в национальной одежде и славный запах шоколада и булочек чуррос. Мануэль Мухика Лайнес |

На проспекте многочисленные испанские кафе, в которых можно попробовать классический шоколад с булочками чуррос. В них, собирались испанские художники, писатели и политики, в то время как республиканцы участвовали в гражданской войне в Испании.
Наиболее представительным и известным считается старое кафе в Буэнос-Айресе, которое до сих пор работает: кафе Тортони было открыто в 1858 году и работает с 1880 года по настоящее время, хотя сначала его вход был расположен на проспекте Авенида Ривадавия. Только в 1898 году был построен главный вход в № 825—833 на Авенида де Майо, в 1894 году главный фасад здания был перестроен архитектором Алехандро Кристоферсеном. Это было первое кафе в городе в котором столики разместили на тротуаре.
Одно из таких кафе, где можно купить шоколад и чуррос это кафе La Armonía, основанное в 1899 году, а также известное как кофе Юмористы, потому что его посещают много актёров с ближайших театров. Кафе находится под номером 1002, на углу Бернардо де Иригойена, было построено в 1910 году.
Кафе «La Castellana» находится на углу улицы Лима, было построено в начале XX века для семейного отдыха (в то время было неприлично женщине идти отдельно от мужа в другое кафе). В этом месте находится ювелирный магазин Escasany. Но в конце 19 века был местом стычек между местными жителями и испанцами, сторонниками и противниками борьбы за независимость Кубы.
Кафе для интеллектуалов в отеле Кастелар, до сих пор существует. При входе в кафе расположена памятная доска, посвящённая Федерико Гарсиа Лорка, который в течение шести месяцев жил в гостинице.
В 1897 году было открыто кафе под названием Ла Тоха, а с 1936 года называется «Иберия», расположенное на юго-восточном углу района Сальта, в здании Кассара, где собирались сторонники Леандро Н. Алема. Иберия некоторые называли семейным кафе, хотя он оставался верным своим посетителям которые в основном интересовались политикой. Во время гражданской войны в Испании было самым известным местом встреч сторонников республиканцев. В 2006 году Законодательной собрание города Буэнос-Айрес разместила на наружной стене кафе две памятные доски с надписями:
Законодательное собрание автономного города Буэнос-Айрес посвящает эту доску республиканцам участвовавшим в защите Второй Испанской республики в честь 75-летия этих событий 1931–2006
Esquina de la Hispanidad.
Самое известное место в городе для фанатов испаноязычной культуры более сотни лет.
Напротив Ла Тоха, в здании под номером 1208 году, был один из главных оплотов сторонников Франко. Часто происходили столкновения между двумя группировками, раненные и выброшенные из кафе стулья были обычным явлением. Говорят, что в одну ночь пришла новость о гибели испанского генерала Эмилио Молы, что вызвало серьёзную стычку между посетителями кафе, некоторые из них пострадали и в результате вызвали полицию. Один из владельцев кафе Иберия, Дэниел Калзадо, он также имел пивоварню и кафе под номером 1400 под названием «Cervecería Berna», известные своими сэндвичами Берн (говяжья вырезка с анчоусами).
Журналисты известной газеты «Critica», возглавляемой Наталио Ботана, собрались в кафе на проспекте Авенида де Майо, в здании под номером 1493. В эту ночь сторонники Франко ворвались в здание, решив что там собрание республиканцев, которые обычно бывали в этом кафе, но перепутали журналистов с ними, таким образом, журналисты были избиты. Среди других кафе, некоторые из которых уже закрыты или ещё существуют, можно выделить кафе «Париж», под номером № 602, где когда-то спели дуэтом Карлос Гардель и Хосе Раззано, затем получило название «Монтевидео» и было местом встречи иммигрантов из Уругвая, В здании под номером 729, было кафе для журналистов и персонала газет «La Prensa», «Tribuna Libre» и журнала «Caras у Caretas», все они расположены рядом с ним.
В здании под номером 625, есть кафе где часто бывали писатели, Альфредо Буфано, Роберто Арльт, Конрадо Нейл Роксло и испанский поэт Педро Херрерос.
Среди кафе, которые распространяли культуру танго можно назвать «Gaulois» (позже Central), где начинал карьеру Хулио де Каро. В этом месте, на пересечении проспекта с «Buen Orden» (ныне улица Бернардо де Иригойена), дебютировал Педро Маффия и в 1926 году состоялось его первое выступление. Это место было оплотом анархистов. Его испанский владелец ненавидел алкоголь и поэтому не его не было в баре, он старался изо всех сил, чтобы предложить лучший кофе в Буэнос-Айресе.
В здании под номером 1199 находится кафе «Париж», в котором был завсегдатаем будущий президент Аргентины, Ипполито Иригойен, наряду с его сторонниками.
Несколько кофе входят в сеть «Los 36 Billares». Один из них существовало с 1894 года до января 2014 года в многоэтажном здании под номером 1265, работы архитекторов Типхани и Колмегна. Это было первое кафе, где появились бильярдные столы.
Также были кафе, как «Пуэрта-дель-Соль», в здании под номером 1100, доход которого был от проституции.
Стоит упомянуть о находящейся здесь кондитерской «La Victoria», на пересечении с улицей Чакабуко, которая была одним из первых мест, где вы могли бы попробовать сидр.
На проспекте также есть американское кофейня «Starbucks», которая появилась в Аргентине в 2008 году и имела большой успех, открыла два кафе на Авенида-де-Майо: одно на первом этаже здания под № 970, а другое на первом этаже отеля World на углу улицы Сантьяго, и был открыто в конце декабря 2011 года.

### Испанские сообщества и театры
Ещё до того, как был построен проспект, в городе проживало много испанцев. Испанская диаспора занимала важное место в социальном пространстве между концом девятнадцатого века и началом двадцатого века в связи с экономическим ростом Аргентины в то время и с сильным укреплением в международных отношениях обеих стран, которые были ухудшены после войны за независимость Аргентины. Между 1895 и 1914 годами в районах Монсеррат, Сан-Николас и Консепсьон, население составляло более 50 % испанцев (между 1904 и 1909 годами более 170 000 испанцев приехали в Аргентину, 32,4 % из них осели в районе Монсеррат и 24,1 % в районе Консепсьон).
До открытия проспекта в городе были ассоциации испанцев, такие как «Centro Gallego», «La Unión Gallega», «La Asociación Patriótica Española y el Centro Asturiano» (Испанская патриотическая ассоциация и Астурийский центр). Также в прессе для иммигрантов выходили такие газеты, как «Испанская почта», «Испания», «Гальего», «Антон Перулеро» и «Альманах Судамерикано». Открытие проспекта стало гордостью для испанцев, потому-что большинство отелей, кафе и коммерческих домов принадлежали иберийцам. Начиная с мая 1893 года на проспекте открываются театры. Театр открытый испанским актёром Мариано Гале, исполнял сайнеты, опереты и заруэлы, кроме того, произведения аргентинских комиков. Он был снесен, при строительстве проспекта Авенида 9 де Хулио.
Один из примечательных театров это театр Авенида, он был построен в 1908 году, здание было практически уничтожено пожаром в 1979 году, восстановлено в 1994 году. В день его второго открытия в театре выступал испанский тенор Пласидо Доминго. Таким образом, проспект, предназначенный для аристократии Аргентины, был разбавлен испанскими эмигрантами, которые прибывали в Аргентину с оптимизмом, стремясь внести свой вклад в развитие страны.